# Ла-Хінета
Ла-Хінета (ісп. La Gineta) — муніципалітет в Іспанії, у складі автономної спільноти Кастилія-Ла-Манча, у провінції Альбасете. Населення — 2494 особи (2010).
Муніципалітет розташований на відстані близько 210 км на південний схід від Мадрида, 18 км на північний захід від Альбасете.
На території муніципалітету розташовані такі населені пункти: (дані про населення за 2010 рік)
- Ла-Хінета: 2472 особи
- Ла-Грахуела: 22 особи

## Демографія
Динаміка населення (INE ):

## Галерея зображень

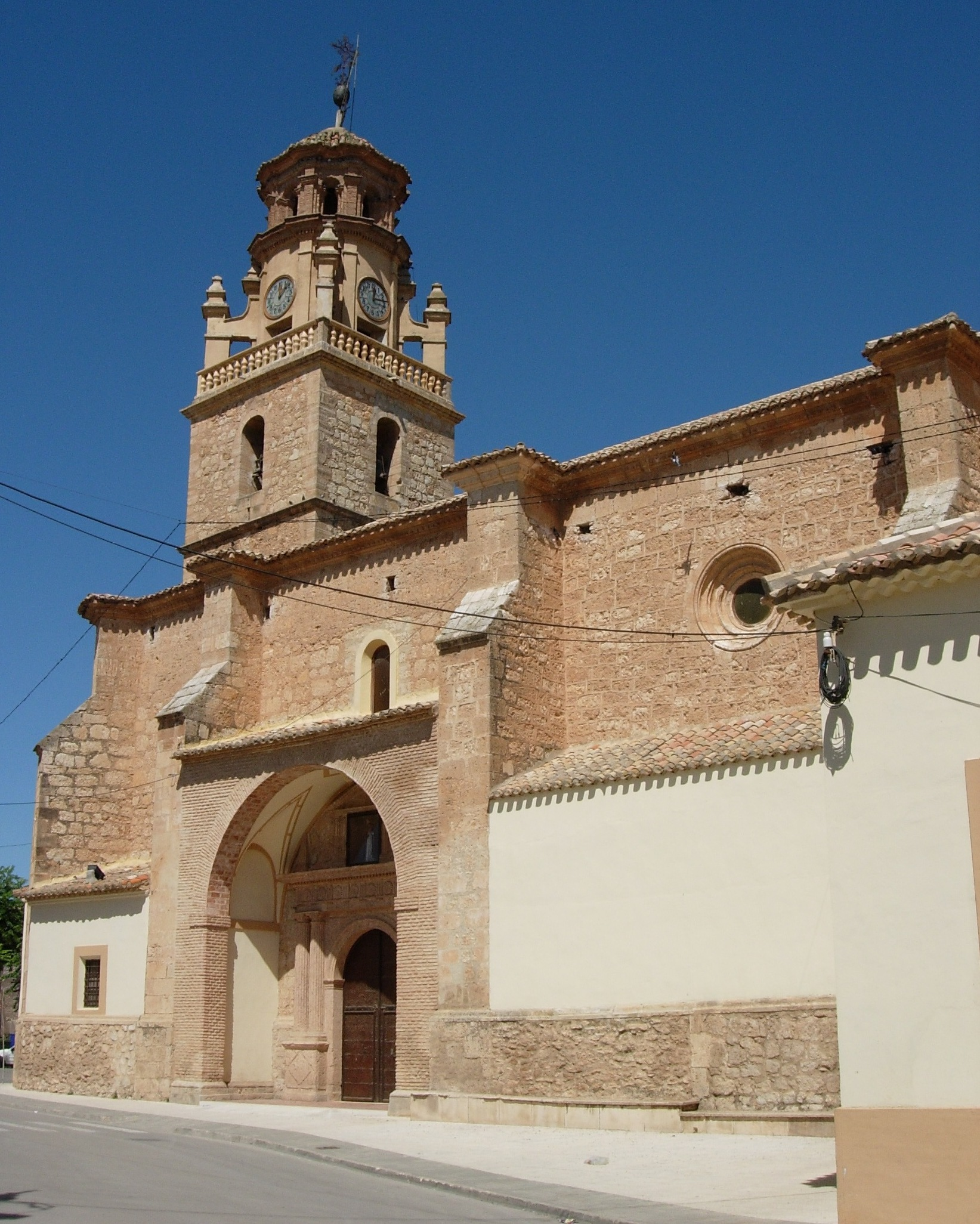
Церква Сан-Мартін, Ла-Хінета